# Stephenfield Provincial Park
Stephenfield Provincial Park är en park i Kanada.   Den ligger i provinsen Manitoba, i den sydöstra delen av landet, 1 800 km väster om huvudstaden Ottawa. Stephenfield Provincial Park ligger 303 meter över havet. Den ligger vid sjön Stephenfield Lake.
Terrängen runt Stephenfield Provincial Park är platt. Runt Stephenfield Provincial Park är det mycket glesbefolkat, med 2 invånare per kvadratkilometer.. Närmaste större samhälle är St. Claude, 15,6 km norr om Stephenfield Provincial Park. 
Trakten runt Stephenfield Provincial Park består till största delen av jordbruksmark.